# Адам Сен-Вікторський
Адам Сен-Вікторський (лат. Adam a Sancto Victore) (кінець XI ст. - 1146) — французький поет, автор гімнів і секвенцій на латинській мові; монах-августинець.
Відомий також під прізвиськом Бретонець. Навчався в Парижі. Канонік паризького абатства Сен-Віктор (орден августинців), куди вступив близько 1130 року. Можливо, учень Гуго Сен-Вікторського.
Перша згадка про нього, виявлене в архівах собору Нотр-Дам, відноситься до 1098 року, де він був першим іподияконом, а потім прецентором (лат. praecentor). Він пішов з собору в абатство Сен-Віктор (в ті часи - на околиці Парижа) в 1133 році і залишався в ньому до кінця життя. По всій видимості, Адам був відомий в колі тодішніх богословів, поетів і музикантів.
За своїм змістом поезія Адама Сен-Вікторського - літургійна, так як продовжує традицію алегоричного тлумачення Святого Письма. Найбільш відомі його вірші - секвенції на свято Святої Трійці і на Великдень, на свято Поклоніння Хресту («Laudes Crucis attollamus»), про святого Стефана первомученика і ряд секвенцій, присвячених Пресвятій Діві Марії, найзнаменитіша з яких - «Salve Mater Salvatoris».
37 його гімнів були опубліковані католицькими богословами в XVI столітті, інші 70 після Французької революції були передані в Національну бібліотеку і вперше видані в Парижі в 1858 році.
Вірші і музика секвенцій Адама (всього збереглися близько 50) не містять прямої авторської атрибуції, тобто передані анонімно. У градуалі середини XIII століття з (втраченої) бібліотеки абатства Сен-Віктор (нині в Паризькій нац. бібліотеці, F-Pn lat. 14452) число мелодій менше, ніж число текстів (на одну і ту ж мелодію співаються різні вірші; см. Контрафактура), що ускладнює судження про будь-яку «авторську індивідуальність» і не дозволяє виділити специфіку «композиторського стилю».